# Estación de Píñar
Piñar es una estación de ferrocarril situada en el municipio español de Píñar, en la provincia de Granada. Actualmente no dispone de servicio de viajeros, aunque puede ser utilizada como apartadero para efectuar cruces entre trenes de viajeros y de mercancías.

## Situación ferroviaria
La estación de Piñar se encuentra situada en el punto kilométrico 11,8 de la línea férrea de ancho ibérico Moreda-Granada, a 993 metros de altitud, entre las estaciones de Moreda e Iznalloz. El tramo es de via única y está sin electrificar.

## Historia
Al convertirse virtualmente en un ramal del ferrocarril entre Linares y Almería, la línea Moreda-Granada fue adjudicada a su misma empresa constructora —la Compañía de los Caminos de Hierro del Sur de España— en septiembre de 1897. El tramo Moreda-Deifontes fue abierto al servicio el 14 de enero de 1902. Tras completarse el trazado hasta Granada la línea fue abierta a la explotación en mayo de 1904. En 1916 la explotación de la línea fue arrendada a la Compañía de los Ferrocarriles Andaluces, que se haría con su propiedad tras anexionarse en 1929 la compañía del «Sur de España».
En 1941, con la nacionalización de los ferrocarriles de ancho ibérico, la línea quedó integrada en la red de RENFE.
En enero de 2005, con la división de RENFE en Renfe Operadora y Adif, la línea pasó a depender de esta última.

## La estación
El edificio de viajeros presenta disposición lateral a la vía. Es una sencilla construcción con tres vanos por costado y una marquesina a lo largo de todo el edificio, si bien no cubre el andén lateral, dada la amplitud de éste. Consta de 3 vías y 2 andenes, uno central y el otro lateral con marquesina. Las vías se extienden hacia el este de la estación de forma suficiente para apartar trenes de mercancías. Debe su nombre al municipio de Píñar, aunque se encuentra muy alejado de éste, unos 8 km, por carretera en buen estado estando el tramo final sin asfaltar.